# Emacs
Emacs е група текстови редактори, най-популярният сред които е GNU Emacs, част от проекта ГНУ. Първоначалният EMACS е създаден от Ричард Столман и Ги Стил като набор от макроси за редактора TECO. Emacs се разпространява под лиценза GPL. Текущата версия е 26.3 от 28 август 2019 г.